# 海峡群岛

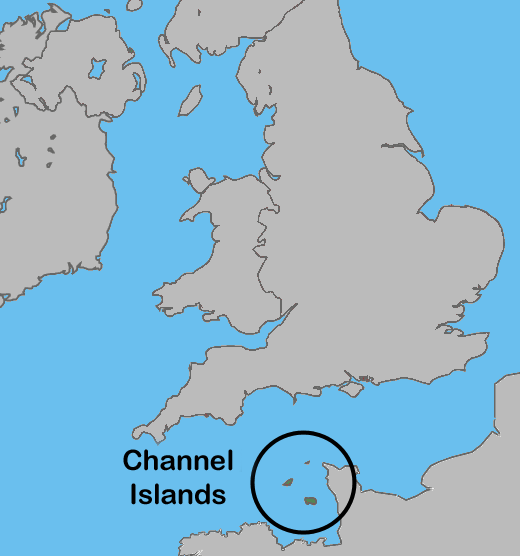
澤西與根息的位置。

海峽群島（法語：Îles de la Manche），又称盎格鲁－诺曼底群岛（法語：Îles Anglo-Normandes），是位於英吉利海峽中的群岛，群島距離法国北部諾曼第只有大約10海里。整個群島被劃為兩個行政區——根西行政区和泽西行政区。雖然經常被誤會是英國（聯合王國）的屬地，但海峽群島實際上是英國皇家屬地，其宗主權直屬於英國君主而非聯合王國的一部分。海峽群島的皇家屬地淵源可回溯至10至12世紀時，當時諾曼地公國曾經統治法國北部，1066年諾曼第公爵威廉一世征服英格兰並成為英格蘭國王。1204年諾曼地公國被法國國王腓力二世入侵之後，海峽群島的主權並沒有被法國收回，反而由英王繼續掌控，因此海峽群島可說是見證這段歷史僅存的遺跡。

## 歷史

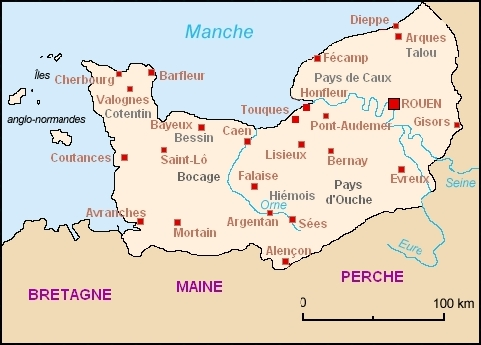
諾曼地公國，12世紀

933年，海峡島嶼併入諾曼地公國之中。1066年，诺曼底公爵征服者威廉入侵並征服英格蘭，成了英格蘭國王。從1204年起，英格蘭國王因為英法百年戰爭失去了諾曼地大陸部分的土地。這意味著海峽群島從諾曼地公國中分離出來而受英格蘭國王的統治。
整個群島被劃為兩個行政區——根西行政区和泽西行政区。這兩個行政區從十三世紀晚期起便分開治理。對這些島嶼不熟悉的人可能以為這些島嶼屬於同一個行政單位。事實上這兩個行政區上通常擁有各自的機構，共同的機構反而是例外的現象。這兩個行政區沒有共同的法律、共同的選舉、共同的代表（雖然它們的政治人物常常互相溝通）。這兩個行政區也沒有共同的報紙或廣播電台，但是有一個共同的電視台——Channel Television。
海峽群島曾從北美殖民地當中獲取了商業以及政治的利益。海峽群島的人民也在十七世紀開始介入紐芬蘭島的漁業。在1640年代，英王查理二世賜給予喬治·卡特瑞特（George Carteret）總督之職，並且在北美殖民地當中，給予了相當大的土地，他立刻命名為新澤西，現在為美國的紐澤西州。
在第二次世界大戰的時候，海峽群島是唯一被德軍所佔領的英國領土。在1940年到1945年納粹佔領期間，整個海峽群島混亂不堪；一些居民被派到歐陸當奴隸劳工，澤西的犹太人居民則被送到集中營。岛上的游擊隊則不斷地反抗與報復，德軍也向岛上派遣了奴隸劳工（主要來自俄羅斯與東歐）來興建碉堡。
英國皇家海軍不斷的封鎖海峽群島的補給線，尤其是在1944年的諾曼第戰役當中，封鎖得更為嚴重。在強烈的協調下，紅十字會的人道救援可以將物資運送到海峽群島，其主要的考慮原因是在德軍的5年佔領下，島上的物資已經嚴重缺乏，而人民也非常地飢餓。1945年德国战败后英国收回了海峡群岛。

## 地理

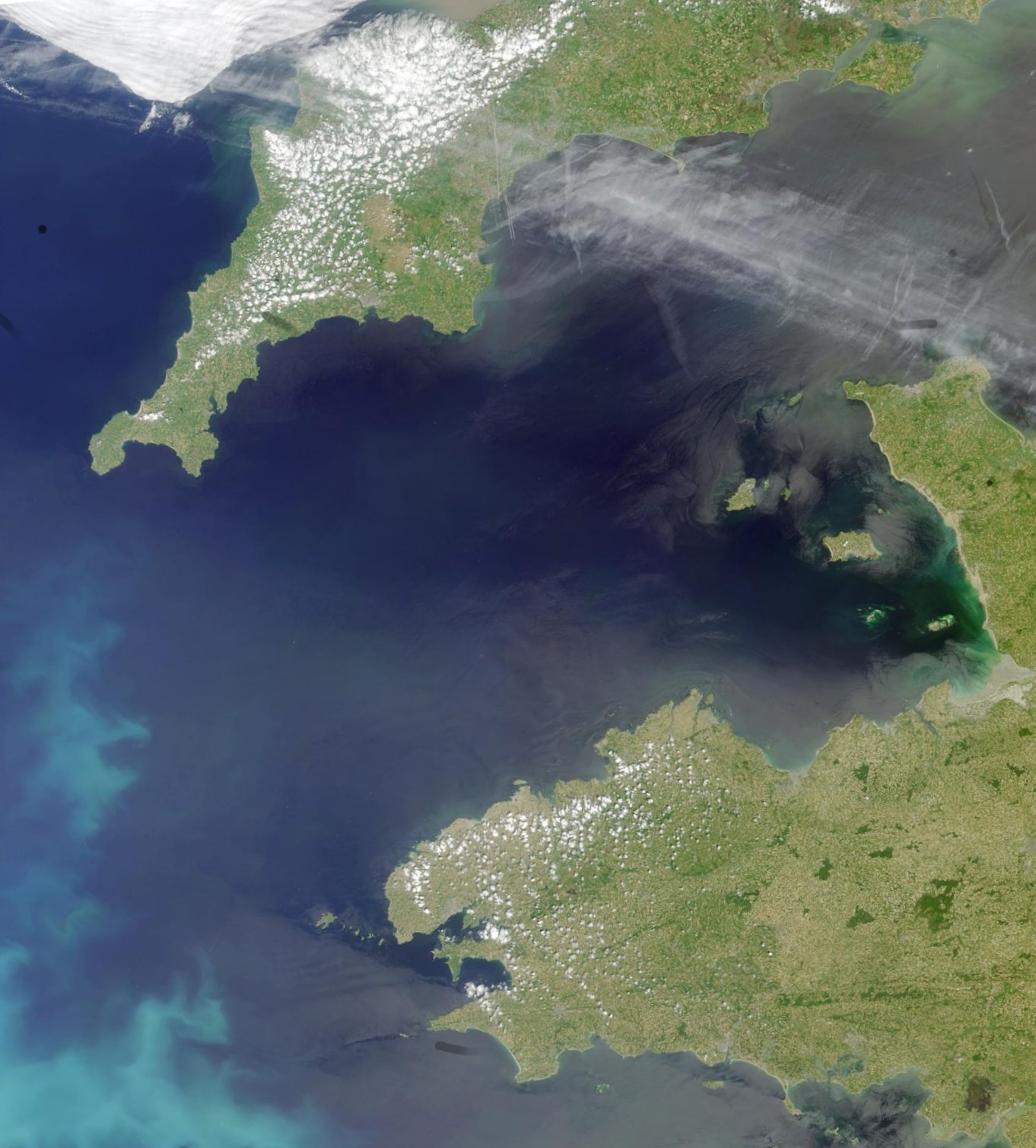
衛星地圖

海峽群島中有人居住的島嶼有澤西島（Jersey）、根息島（Guernsey）、奧爾德尼島（Alderney）、薩克島（Sark）、赫姆島（Herm，主要島嶼群）、Jethou、Brecqhou (Brechou)、 Lihou等等。這些島嶼除了澤西島以外都屬於根息行政區。Minquiers及Ecréhous這兩群無人居住的小島則屬於澤西行政區。Burhou則位在Alderney的旁邊。通常，較大的島嶼名稱帶有-ry的後綴，較小的島嶼名稱帶有-hou的後綴。這可能是由古北歐語的ey及holmer分別演變而來的。

## 經濟
自從1960年代以來，觀光旅遊是海峽群島最主要的產業（除此之外還有一些農業）。根息的園藝與溫室的活動比澤西還要顯著，跟澤西比起來，根息一直維持著發展輕工業來刺激經濟，而澤西自1980年代以來，以依靠金融來維持經濟。
海峽群島的兩個行政區各自發行自己的鈔票與硬幣，可以跟英國的英鎊自由的兌換，英鎊與澤西鎊與根息鎊的匯率為1:1:1。

## 外部連結
- .  5 (第11版). London. 1911.
- States of Alderney（页面存档备份，存于）
- States of Guernsey （页面存档备份，存于）
- States of Jersey （页面存档备份，存于）
- Government of Sark （页面存档备份，存于）
- FamilyTree DNA Channel Islands Project （页面存档备份，存于）, Y-Dna project for the Channels Islands